# Matchmoving

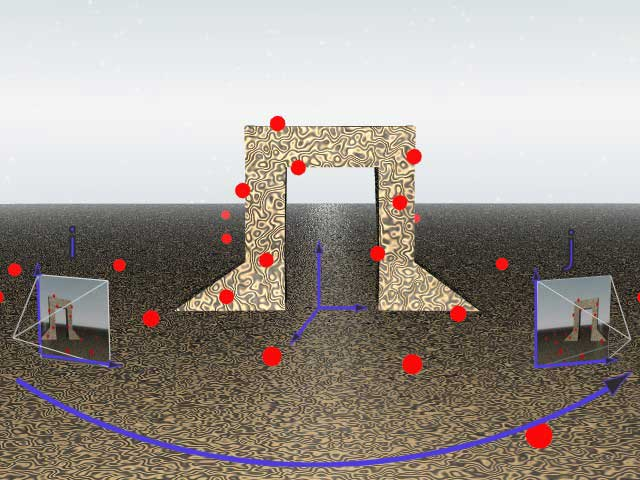
Matchmoving

Matchmoving (engl.: match moving (wörtlich etwa: anpassende Bewegung)) bezeichnet eine Technik im Film, die es erlaubt, virtuelle Objekte in bewegte Film- oder Video-Aufnahmen einzusetzen. Dabei werden die Bewegungen verschiedener Objekte in den Aufnahmen verfolgt (Tracking). Anhand der Verschiebung der Objekte zueinander wird erst die Position der Objekte im Raum und dann die Bewegung und der Bildwinkel der realen Kamera errechnet.

## Software
- Blackmagic Fusion Studio
- The Foundry Nuke
- Blender (seit Version 2.61)
- Voodoo (Freeware)
- After Effects (seit Version CS6)
- Scenespector VooCAT
- Icarus
- Autodesk Maya Live
- The Pixel Farm PFMatchIt
- The Pixel Farm PFTrack
- PFHoe (Eingestellt)
- Autodesk MatchMover (eingestellt)
- Autodesk Flame
- Autodesk Smoke
- Science.D.Visions 3DEqualizer
- Andersson Technologies SynthEyes
- 3d3 boujou
- BorisFX Mocha Pro
- Cinema4D (Ab Version 16)
- fayIN